# Emmanuel Dilhac
Emmanuel Dilhac, né le 17 avril 1939 à Paris est un peintre, sculpteur, auteur, musicien et poète français.
Son œuvre picturale et plastique est à rapprocher du land art, de l'art singulier et de l'art brut et plus généralement de l'art contemporain.
Musicien, il développe depuis les années 1980 des installations sonores monumentales et un intrumentarium constitué de lithophones, didjeridoos, racines, écorces d'arbres, coquillages, ossements et autres objets d'origine naturelle.

## Biographie
Il étudie la gravure à l'École Estienne à Paris. Il y fut notamment l'élève d'Albert Flocon, de Jean Cluseau-Lanauve et de René Cottet.
Pendant son service militaire de 1960 à 1962, il se lie d'amitié avec le futur directeur du Conservatoire de Rouen, Jean-Sébastien Béreau.
En 1968, l'artiste co-organise le premier Salon d’Art moderne de la ville de Beauvais avec les peintres Jacques Démoulin, André Gence, Esposito Farese et Eliane Guérardt, puis, devenu animateur culturel sur les hauts de Rouen, y crée le premier Salon d’Art moderne en 1970.

## Peinture, dessin et sculpture
Dès 2009 jusqu'en 2016, il produit plus d'une cinquantaine de séries picturales sous le titre Rytmique Peinture.
En 2011, il est en résidence au centre Culturel René-Char de Digne-les-Bains avec le duo d'artiste Scénocosme.

### Liste non exchaustive des expositions
- 1ère exposition en 1958 à la Galerie Royale à Paris[8]

- Abbatiale Saint-Ouen de Rouen lors du Festival Courant d'Art en 2010[9]
- Galerie Art Culture France de Caen en 2012[10]
- Festival d'Art Singulier "Le Génie des Modestes[11]" en 2016[12]
- "La Passerelle" de l’IUFM de Mont-St-Aignan en 2017[13]
- Centre culturel Rive Gauche, à Saint-Étienne-du-Rouvray en 2017 lors d'une exposition monographique couvrant 40 années de son travail[14]

- Galerie 24b à Paris entre 2019 et 2020[15]
- 6ème Biennale d'art contemporain de Rouen National Arts à la Halle aux toiles en 2024[16]

## Musique

### Chanson Française
A la fin des années 1960, Emmanuel Dilhac côtoie les chanteurs de l'émission La Fine Fleur de la Chanson française de Luc Bérimont. Il se produit alors accompagné de sa guitare à travers la France et dans les cabarets parisiens, notamment Chez Ubu à Montmartre (tenu par chanteuse Monique Morelli).
Avec Michel Henry, Allain Leprest, Julien Heurtebise, Annie et Didier Dégremont, il co-fonde en 1976 le collectif « chanson 76 ».
Il sort son premier album en 1971, Emmanuel Dilhac Chante, sur disque microsillon avec l'aide de l'ingénieur du son Georges Batard (Le Kiosque d'Orphée). Il s'agît d'un disque de chansons originales accompagnées à la guitare.

### Musiques expérimentales: 1977 à 1984
Deux disques microsillons mêlant chansons et musique expérimentale suivront : Enfant de la Terre en 1977 et Entre Ombre Et Lumière en 1979.
En 1977, il co-fonde et anime le Groupe de recherche et d'improvisations musicales collectives (GRIMC) du Conservatoire national régional (CNR) de Rouen.
Son quatrième album paru en 1984, Cosmophonigeste, rompt avec la Chanson Française.

### Installations sonores monumentales et Woolloo-Wakan: 1990 à aujourd'hui
Ses concerts Woolloo-Wakan sont constistués de corps sonores répartis sur trois plateaux de chacun 12 m².
Il se produit à la fois sur des scènes conventionnées, des festivals, en milieu culturel ou naturel et dans différents musées : Le musée de l'Homme à Paris, Le musée national de préhistoire des Eyzies, Le musée de préhistoire de Tautavel, la Cité de la Musique, le Musée du Quai Branly, le festival Le Rêve de l'aborigène,Centenaire de la Société préhistorique de France, Le musée des confluences à Lyon, etc.
D'avril à juin 2016, sa musique est utilisée lors de l'exposition intéractive de Stéphane Blanquet Sillon Tympan au Centre Pompidou à Paris
En 2000, il obtient le grand prix chasseur de sons sur France-culture, le prix des créations musicales Pierre Schaëffer et le prix du musée Radio-France.

### Discographie
- - 1977 : Dilhac, Emmanuel, Enfant de la Terre, disque microsillon[29]
  - 1979 : Dilhac, Emmanuel, Entre Ombre et Lumière, disque microsillon[30]
  - 1984 : Dilhac, Emmanuel, Cosmophonigeste, disque microsillon
  - 2000 : Suarri & Dilhac, Emmanuel, Ocre Rouge, disque compact
  - 2000 : Dilhac, Emmanuel, Pangée, disque compact
  - 2000 : Dilhac, Emmanuel, Pierres et Didg, disque compact
  - 2001 : Suarri & Dilhac, Emmanuel, Transpariétal, disque compact
  - 2003 : Dilhac, Emmanuel, Mineral Music, disque compact
  - 2004 : Dilhac, Emmanuel, Lithophonie, disque compact
  - 2004 : Dilhac, Emmanuel, Homo Musicalis - L'homme qui fait chanter les pierres, disque compact
  - 2005 : Petiton, Bernard & Dilhac, Emmanuel, Terre Ethers, disque compact
  - 2006 : Dilhac, Emmanuel, Alliances, disque compact
  - 2007 : Petiton, Bernard & Dilhac, Conjugaisons, disque compact
  - 2007 : Dilhac, Emmanuel, Les sons de la nature, disque compact
  - 2008 : Suarri & Dilhac, Emmanuel, Aya Wasca, disque compact
  - 2013 : Dilhac, Emmanuel, Fusion de Lave, disque compact
  - 2013 : Bruyas, Frédérique & Dilhac, Emmanuel, L'écriture des Pierres, disque compact
  - 2014 : Dilhac, Emmanuel, Woolloo Wakan, disque compact
  - 2014 : Boudet, Bernard, Darbord, Catherine & Dilhac, Emmanuel, Boudiddah, disque compact[21],[23],[31].

## Poésie
Emmanuel Dilhac est l'auteur de plusieurs reccueils : sa poésie est réunie en 17 volumes dont certains sont illustrés par l'auteur. La plupart sont auto-publiés.
Il illustre aussi des poèmes d’autres auteurs : Van Der Velde, Luis Porquet, Léna Lesca.